# Werner Stackebrandt
Werner Stackebrandt (* 1948) ist ein deutscher Geologe und ehemaliger Landesgeologe von Brandenburg.
Stackebrandt studierte Geologie an der Ernst-Moritz-Arndt-Universität Greifswald mit dem Diplom 1974 und einer Diplomarbeit über die Klüftungsverhältnisse im Hochland von Hiddensee. Danach war er am Zentralinstitut für Physik der Erde der Akademie der Wissenschaften der DDR in Potsdam. Er befasste sich dort vor allem mit dem Nordostdeutschen Becken. 1983 wurde er promoviert (Beitrage zur tektonischen Analyse ausgewählter Bruchzonen der Subherzynen Senke und angrenzender Gebiete (Aufrichtungszone, Flechtinger Scholle)). Ab den 1980er Jahren war er auch in der Polarforschung aktiv, was er nach der Wende an der Bundesanstalt für Geowissenschaften und Rohstoffe fortsetzte. Insgesamt war er viermal auf Exkursionen in der Antarktis (geologische Kartierung, Eisdynamik, quartäre Landschaftsformung) und einmal in Spitzbergen. 1992 ging er an das Landesamt für Geowissenschaften und Rohstoffe von Brandenburg in Kleinmachnow, das er mit aufbaute. 1996 bis 2004, als es mit dem Landesbergamt fusionierte, war er dessen Direktor. Danach war er Vizepräsident des nunmehrigen Landesamts für Bergbau, Geologie und Rohstoffe in Cottbus. Seit seiner Pensionierung betreibt er ein eigenes geologisches Beratungsbüro.
Er war maßgeblich an der Vereinigung der Deutschen Geologischen Gesellschaft mit der Gesellschaft für Geologische Wissenschaften (GGW) der DDR, deren Präsident er war, beteiligt, die 2004 vollzogen wurde.
2013 erhielt er die Serge-von-Bubnoff-Medaille und 2020 wurde ihm die Ehrenmitgliedschaft der DGGV verliehen.

## Schriften
- Hrsg. mit Volker Manhenke: Atlas zur Geologie von Brandenburg, Landesamt für Geowissenschaften und Rohstoffe Brandenburg, 2. Auflage, Kleinmachnow 2002 ISBN 978-3-9808157-0-3
- Hrsg. mit Dietrich Franke: Geologie von Brandenburg, Schweizerbart, Stuttgart 2015 ISBN 978-3-510-65295-2
- Mehr als nur ‚die Streusandbüchse‘ – zur Erdgeschichte von Brandenburg, geogen (Eigen-)Verlag, Potsdam 2018, ISBN 978-3-00-059438-0, 2., erweiterte Auflage 2020, ISBN 978-3-00-066422-9